# Alfred Pichler
Alfred Pichler (ur. 18 grudnia 1913 r. w Oštrelj; zm. 17 maja 1992 r. w Banja Luce) – bośniacki duchowny katolicki, drugi biskup] ordynariusz Banja Luki w latach 1959-1989; był pierwszym ordynariuszem diecezji Banja Luki urodzonym na jej terytorium.

## Życiorys
Urodził się w 1913 roku we wsi Oštrelj, znajdującej się w pobliżu Bosanskiego Petrovaca jako syn Antona Pichlera i jego żony Matildy z domu Helk. Uczęszczał do szkół w Šipovie i Prijedorze. Następnie kontynuował naukę w sześcioklasowym gimnazjum po czym trafił do niższego seminarium duchownego w Travniku. Po jego ukończeniu studiował teologię na Uniwersytecie Sarajewskim. 20 marca 1937 roku uzyskał święcenia diakonatu.
13 marca 1937 roku otrzymał święcenia kapłańskie w kościele pw. św. Cyryla i św. Metodego w Sarajewie. Początkowo został wikariuszem w Banja Luce, a potem został skierowany do parafii w Novim Martinacu. Podczas II wojny światowej uciekł przed czetnikami do Bosanskiego Aleksandrovaca. Po zakończeniu działań wojennych od maja 1945 do marca 1946 roku przebywał w obozie jenieckim dla Niemców w Bosanskim Aleksandrovacu. Po wyjściu z niego pełnił funkcję administratora parafii w Novej Topoli, Bosanskim Aleksandrovacu i Mahovljanie (od jesieni 1946 do wiosny 1952 roku). Komunistyczne władze uznały go za kolaboranta, stąd do kwietnia 1954 roku przebywał w więzieniu. Po wyjściu z niego został proboszczem w Prnjavorze.
22 lipca 1959 roku papież Jan XXIII mianował go biskupem ordynariuszem diecezji Banja Luka. Jego konsekracja biskupia miała miejsce 18 października 1959 roku. Sprawował rządy w diecezji przez blisko 30 lat. 15 maja 1989 roku ustąpił z zajmowanego urzędu ze względu na przekroczenie wieku emerytalnego. Zmarł w 1992 roku w okresie totalnej izolacji w jakiej znalazła się Bośnia i Hercegowina w czasie wojny domowej w byłej Jugosławii. Został pochowany 19 maja 1992 roku w katedrze w Banja Luce.